# Sadłowo, Tỉnh West Pomeranian
Sadłowo [saˈdwɔvɔ] (tiếng Đức: Zadelow) là một ngôi làng thuộc khu hành chính của Gmina suchań, thuộc hạt Stargard, West Pomeranian Voivodeship, ở phía tây bắc Ba Lan. Nó nằm khoảng 4 kilômét (2 mi)   về phía tây của Thatań, 17 km (11 mi) về phía đông của Stargard và 49 km (30 mi) về phía đông của thủ đô khu vực Szczecin.
Trước năm 1945, khu vực này là một phần của Đức. Đối với lịch sử của khu vực, xem Lịch sử của Pomerania.